# تتوی‌فالو
تُتوی‌فالو (به مجاری:  Tótújfalu) یک سکونتگاه مسکونی در مجارستان است که در شومودی واقع شده‌است.